# Louis Antoine Choin de Montgay
Louis Antoine Choin de Montgay, baron de Montchoisy, né à le 21 juin 1747 à Grenoble (Isère), mort le 14 juin 1814 à Gênes (Italie, est un général français de la Révolution et de l’Empire.

## Carrière d’Ancien Régime
Il entre comme élève dans le corps royal d'artillerie en 1765, et est nommé garde du corps du roi en 1767. Montchoisy sert dans la maison du roi jusqu'en 1777, époque à laquelle il passe en qualité de capitaine, dans les troupes coloniales.
En avril 1779, promu aide-major général dans le corps des volontaires de Nassau-Siegen au service de la marine, conservé major à la suite des volontaires étrangers de Lauzun, et attaché en cette qualité au Dragons de Boufflers, il fait les campagnes d'Amérique de 1779 à 1783, sous les ordres du maréchal de Rochambeau, et reçoit à la fin de cette guerre le brevet de chevalier de Saint-Louis. Le 1er mai 1788 il obtient le grade de major titulaire dans les chasseurs royaux de Provence, et le 23 novembre 1791, celui de colonel du 34e régiment d'infanterie et du 68e régiment d'infanterie (c'est bizarre et pourtant les sources l'indiquent à la même date).

## Guerres de la Révolution
Montchoisy remplit les fonctions de maréchal de camp commandant l'avant-garde de la division Harville, qui est entrée victorieuse dans Bruxelles. Il se distingue sous Dumouriez pendant les campagnes de 1792 et 1793, et mérite le grade de maréchal de camp le 8 mars 1793. Il est du nombre des officiers généraux qui, renfermés dans Maubeuge, défendent cette ville contre les efforts des coalisés. Il bat l'ennemi dans plusieurs rencontres.
Le 15 avril, ayant été impliqué dans l'affaire du général Harville lors de la défection de Dumouriez, il est décrété d'arrestation sur le rapport du comité militaire. Cette affaire, après avoir été examinée par le même comité, le représentant du peuple Camille Desmoulins, l'un de ses membres, la présente de nouveau à la Convention nationale le 12 vendémiaire an II, annonce qu'il n'y a eu aucune trahison, et conclut au rapport du décret du 15 avril et à la mise en liberté des détenus. La Convention renvoie le tout au Comité de salut public avec l'ordre de donner son avis. Depuis cette époque, cette affaire parait oubliée, lorsque Montchoisy recouvre sa liberté après dix-sept mois de détention. Cependant, le décret du 15 avril subsiste toujours, les prévenus se pourvoient à la Convention. Le comité militaire ayant fait son rapport, elle rapporte ce décret par celui du 28 ventôse.
Les soupçons qui peuvent exister contre cet officier se trouvent ainsi détruits, il ne reste plus que des témoignages favorables sur son compte, lesquels se  trouvent  contresignés dans plusieurs certificats que lui ont donnés les corps et les officiers de tous grades qui servaient avec lui ou sous ses ordres. La commission fait observer que la suspension prononcée contre Montchoisy le 30 septembre, n'a eu d'autre cause qu'une mesure générale, et qu'il est injuste de l'attribuer à des motifs qui peuvent compromettre sa réputation. Le 22 floréal an III, la Convention réintégre ce général et l'emploie le 25 prairial, à l'Armée de l'Intérieur.
Promu général de division le 15 fructidor, il prend le commandement de la 18e division militaire à Dijon, le 19 nivôse an IV, passa à l'armée des Alpes le 2 pluviôse, et devient inspecteur général de l'armée des Alpes et d'Italie.
Cet avancement fait murmurer des officiers supprimés qui viennent s'en plaindre à la Convention, en rappelant son titre d'ex-noble et son attachement à Dumouriez. Néanmoins, le Directoire lui confie le commandement de Lyon, qu'il lui ôte le 8 prairial, comme ayant favorisé le parti royaliste.
Le général Montchoisy adresse aussitôt un mémoire au Directoire exécutif dont le but est d'obtenir sa réintégration dans les fonctions de son grade. Cet officier général y rappelle ses anciens services, ainsi que la conduite franche et énergique qu'il a tenue dans les circonstances orageuses de la Révolution française. Il cite en sa faveur les témoignages d'estime et d'amitié de ses supérieurs et de ses subordonnés, et invoque surtout pour sa justification des faits qui ont causé sa destitution, le jugement que portent de sa conduite les administrateurs du département du Rhône, l'accusateur public du tribunal criminel, le commissaire du Directoire exécutif, les chefs de tous les corps, ainsi que les officiers, sous-officiers et soldats de la garnison, et enfin, le général Kellermann.
Le ministre de la police générale appuie fortement le mémoire du général Montchoisy, et conclut à ce que le Directoire voulût bien lever la destitution de cet officier général et l'employer dans son grade.
Mais le Directoire exécutif, considérant que lé général Montchoisy n'a pas déployé l'énergie qu'exige la situation de la commune de Lyon, qu'il est de son devoir de dissiper par la force l'attroupement duquel il a résulté le meurtre de plusieurs citoyens, arrête que ce général sera destitué de ses fonctions. Le 10 germinal an V, il est mis en traitement de réforme.
L'année suivante, il réclame contre une accusation du député Chabert, qui l'a signalé aux Cinq-Cents comme protecteur des égorgeurs de Lyon. Remis en activité à l'armée du Danube le 3 prairial an VII, il passe à l'armée d'Helvétie le 2 prairial an VIII.

## Consulat et Empire
Le 20 floréal an IX, à la suppression de l'armée des Grisons, Montchoisy conserve le commandement des troupes en Suisse et favorise la révolution des 6 brumaire an X en faveur du parti Reding. Rappelé par suite de sa conduite, il obtient cependant d'être nommé inspecteur en chef aux revues le 27 brumaire suivant. Le 6 ventôse an XI, créé capitaine général des îles de France et de La Réunion, il ne se rend pas à cette destination et est mis en disponibilité.
Membre et commandeur de la Légion d'honneur les 19 frimaire et 25 prairial an XII, il prend le 1er messidor an XIII, le commandement de la 28e division militaire à Gênes.
Créé baron de l'Empire en 1811, il meurt en activité à Gênes le 14 juin 1814. 
Son nom est inscrit sur l'arc de triomphe de l'Étoile, côté Nord.

## Source
« Louis Antoine Choin de Montgay », dans Charles Mullié, Biographie des célébrités militaires des armées de terre et de mer de 1789 à 1850, 1852 [détail de l’édition]